# Дей Девіс
Вільям Девід Девіс (англ. William David Davies), більш відомий як Дей Девіс (англ. Dai Davies, 1 квітня 1948 — 10 лютого 2021) — валлійський футболіст, що грав на позиції воротаря.
Виступав, зокрема, за «Свонсі Сіті» та «Евертон», а також національну збірну Уельсу.

## Клубна кар'єра
У дорослому футболі дебютував 1969 року виступами за команду «Свонсі Сіті», в якій провів півтора сезони, взявши участь у 9 матчах чемпіонату.
У грудні 1970 року перейшов до «Евертона» за 40 тис. фунтів, але був запасним воротарем, тому у 1974 році на правах оренди повернувся в «Свонсі Сіті». По завершенні оренди став основним воротарем «ірисок», провівши за 3 роки 80 ігор у англійському Першому дивізіоні.
Своєю грою за останню команду знову привернув увагу представників тренерського штабу клубу «Евертон», до складу якого повернувся 1974 року. Цього разу відіграв за клуб з Ліверпуля наступні чотири сезони своєї ігрової кар'єри.
1977 року перейшов у валлійський «Рексем», з яким у сезоні 1977/78 виграв англійський Третій дивізіон та підвищився до Другого, де провів ще три роки, після чого повернувся у «Свонсі Сіті». У цій команді провів два сезони у вищому англійському дивізіоні, а також став дворазовим володарем Кубка Уельсу
В подальшому виступав за нижчолігові «Транмер Роверз» та «Бангор Сіті», а завершив ігрову кар'єру у команді «Рексем», у складі якої вже виступав раніше. Повернувся до неї 1986 року і захищав її кольори до припинення виступів на професійному рівні у 1987 році.

## Виступи за збірну
16 квітня 1975 року дебютував в офіційних матчах у складі національної збірної Уельсу в грі відбору до Євро-1976 року проти Угорщини (2:1).
Загалом протягом кар'єри у національній команді, яка тривала 8 років, провів у її формі 52 матчі.

## Смерть
У серпні 2020 року у Девіса діагностували термінальну стадію раку підшлункової залози. Помер 10 лютого 2021 року на 73-му році життя.

## Титули і досягнення
- Володар Кубка Уельсу (2):

«Свонсі Сіті»: 1981/82, 1982/83